# Hulya Yilmaz
Hulya Yilmaz (Adana, 20 mei 1963) is een Turks-Nederlands beeldend kunstenares, actief als beeldhouwer, fotograaf en videokunstenaar. Ze woont en werkt in Rotterdam en Amsterdam.
Yilmaz is in 1963 in Turkije geboren en kwam op negenjarige leeftijd met haar ouders naar Nederland. Ze studeerde aan de AKI, Academie voor Kunst en Industrie in Enschede van 1980 tot 1985. Van 1985 tot 1987 studeerde ze verder aan de De Ateliers in Haarlem. In 1987 volgde ze ook enige studie aan de Villa Arson in Nice. Ze was later artist-in-residence in Frankrijk en in China.
In 1987 vestigde Yilmaz zich als beeldend kunstenaar in Rotterdam. In de eerste jaren kreeg ze bekendheid met monumentale sculpturen opgebouwd uit uiteenlopende materialen van rubber, gaas, gips en ijzer tot polyester. Ze presenteerde abstracte en organische vormen veelal opgebouwd uit een stapeling van gelijksoortige elementen. In Amsterdam had ze haar eerste solo-exposities bij Galerie van Gelder, en in Rotterdam exposeerde ze regelmatig bij de Galerie RAM.
Yilmaz was met de jaren docent en gastdocent op diverse kunstacademies. Ze exposeerde in binnen- en buitenland, en haar werk is opgenomen in enige museale collectie, o.a. bij Museum Boijmans Van Beuningen.

## Publicaties, een selectie
- Museum Boymans-van Beuningen, Rotterdam: negen jonge Nederlandse kunstenaars/nine young Dutch artists : Tom Claassen, Hans van Houwelingen, Kiki Lamers, Peter Otto, Maria Roosen, Elisabet Stienstra, Elise Tak, Barbara Visser, Hulya Yilmaz. Museum Boymans-van Beuningen, 1992.

### Over Hulya Yilmaz, een selectie
- Martijn van Nieuwenhuyzen, "Hulya Yilmaz", in Metropolis M, jrg. 11 (1990), nr.5.
- Wouter Welling, "Hulya Yilmaz", in: Rosemarie Buikema en Maaike Meijer (red.), Cultuur en migratie in Nederland. Kunsten in beweging 1980-2000, Sdu Uitgevers, Den Haag 2004. p. 110-112.